# Andrés Isidro Bretón Martínez

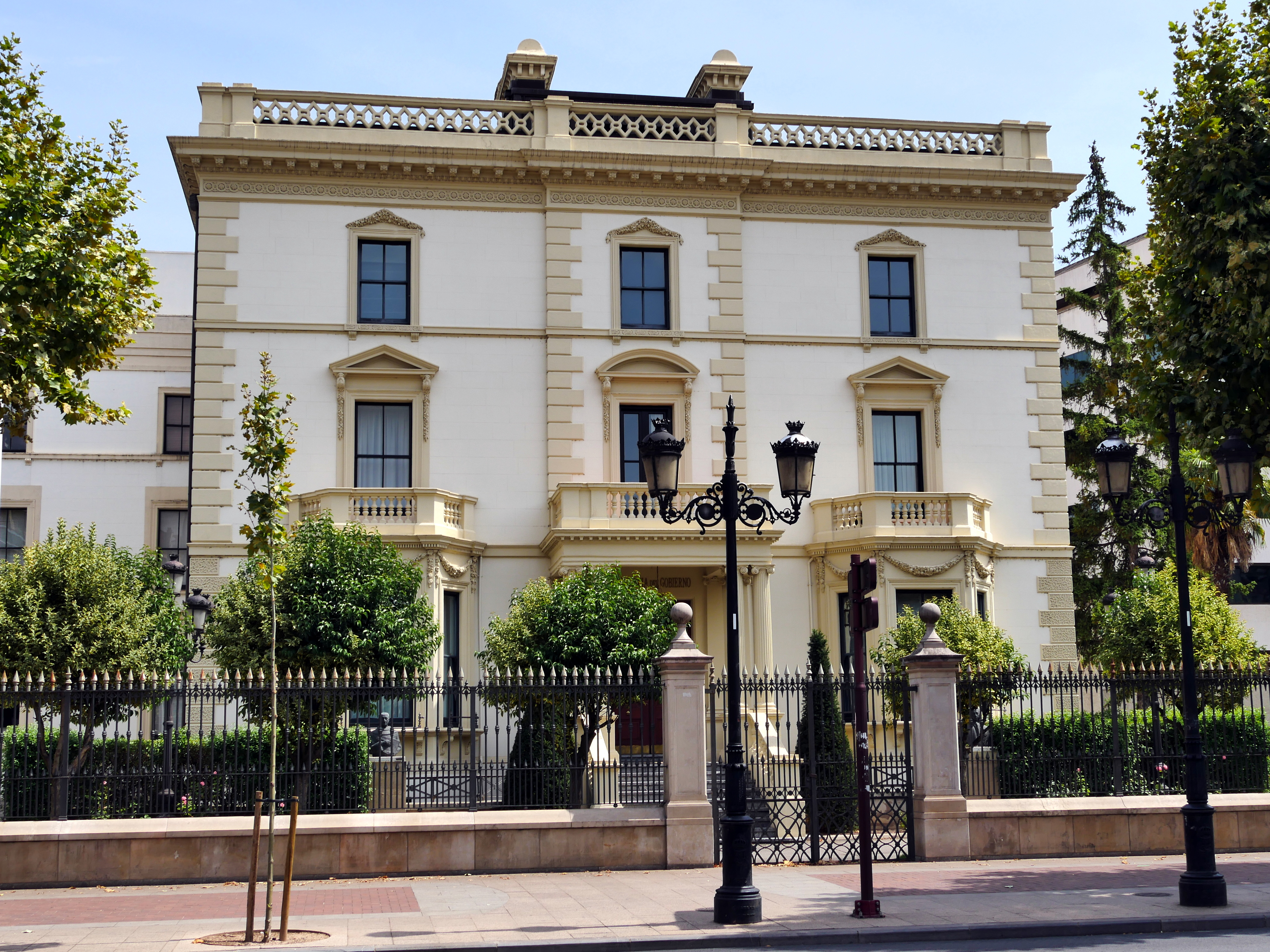
La «Casa del Inglés» construida por Bretón.

Andrés Isidro Bretón Martínez (Treguajantes, La Rioja, 1822 – Logroño, 18 de octubre de 1868) fue un importante empresario y comerciante español afincado en Londres, conocido por haber construido la Casa del Inglés en Logroño, actual sede del Gobierno de La Rioja.

## Biografía
Nacido en la localidad de Treguajantes, una aldea de Soto en Cameros en el Camero Viejo, de joven emigró a Madrid dónde estudió magisterio. Andrés era sobrino de un importante empresario y comerciante afincado en Londres, Don Sebastián González Martínez, que a su vez había heredado parte de su imperio comercial de su tío el también treguajanense Don Sebastián Martínez Pérez. Su tío poseía un gran grupo empresarial dedicado a la importación y almacenamiento de vinos de Jérez y Oporto, pero también estaba diversificado en aseguradoras de vida y bienes inmuebles por toda la ciudad de Londres y de Brighton. El fallecimiento de su único nieto William, le obligó a buscar un heredero para todas sus propiedades y empresas. En ese momento contacta con su hermana Josefa, que todavía residía en Treguajantes, para que envíe a su nieto Andrés para instruirlo como su heredero.
Andrés llegó a Londres en 1848, allí su tío le enseñó a dirigir los negocios y la gestión del patrimonio hasta el fallecimiento de este en 1856. A partir de entonces se convierte en su único heredero, naturalizándose británico y dedicándose a llevar los negocios que heredó de su tío, los cuales amplió convirtiéndose en uno de los españoles más ricos de Inglaterra. 
Ya en los años 60 del siglo XIX, comenzó a trasvasar todo su capital de Inglaterra a España, con la adquisición de terrenos e inmuebles, con la plena convicción de trasladar su residencia a España. Finalmente adquirió unos terrenos a las afueras de Logroño, que recientemente había derribado las murallas creando el Paseo del Espolón, para construir su propia residencia dónde retirarse. Además de comprar los terrenos para su vivienda, compró los terrenos adyacentes a la carretera de Soria, puesto que tenía ideado realizar una gran transformación urbana en esa zona de la ciudad, lo cual se vio truncado por su temprano fallecimiento.
El edificio lo construyó entre 1864 y 1867, con diseño del arquitecto Martín Antonio de Jaúregui al estilo de los palacetes ingleses que el tanto había conocido en Londres en los barrios de Holland Park o Belsize Park,  creando un singular edificio que por su tipología totalmente diferente a las construcciones existentes en el Logroño de finales del siglo XIX, pasó a conocerse popularmente como la Casa del Inglés. Este edificio singular dio lugar a la construcción de una serie de palacetes a su alrededor, configurando la escena urbana del Espolón, que pasaron a ser un elemento icónico de la ciudad de Logroño. Fue inaugurado en octubre de 1867 con un gran banquete organizado por la casa madrileña Lhardy, y un año más tarde el 18 de octubre de 1868 falleció en dicho palacete.
El 23 de junio de 1978 fue declarado Conjunto Histórico Artístico de manera conjunta con los palacetes del Gran Hotel y el Banco de Bilbao, tras el derribo de este último para preservar dicho edificios.
Actualmente en dicho palacete se sitúa la sede del Gobierno de La Rioja. Este fue elegido ya en 1932 por la Diputación Provincial de Logroño para instalar su sede por su inmejorable emplazamiento en el centro de la ciudad, pero también por su carácter de arquitectura singular, y su condición de edificio icónico de la ciudad.